# Martin Kunzler

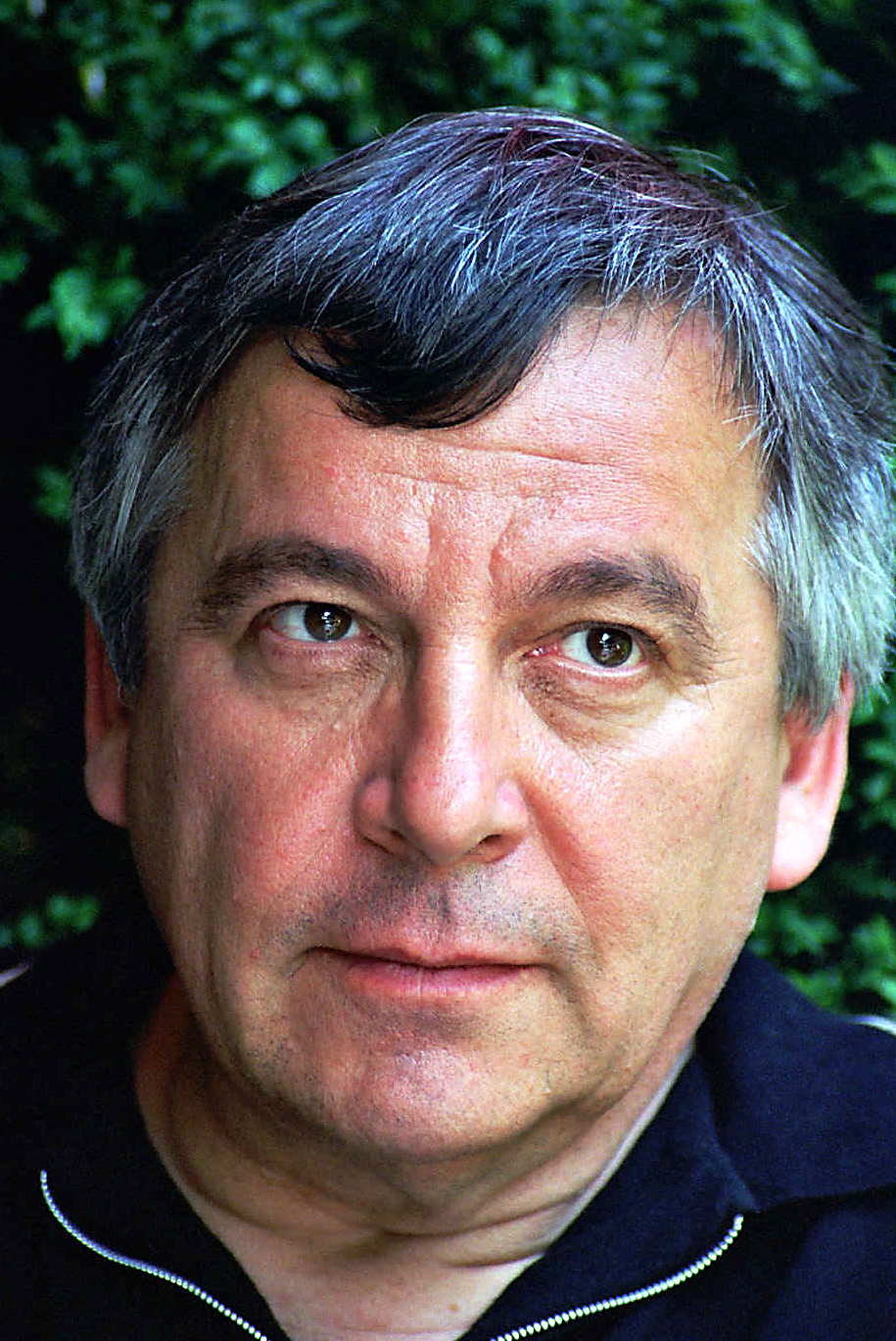
Martin Kunzler

Martin Kunzler (* 29. April 1947 in Lörrach) ist ein deutscher Jazzbassist und Musikjournalist. Besondere Bekanntheit erlangte er durch sein beim Rowohlt-Verlag erschienenes rororo Jazz-Lexikon, das heute als deutschsprachiges Standardwerk zu dieser Musikrichtung gilt.

## Leben
Martin Kunzler kam als Jüngster von sechs Geschwistern in Lörrach zur Welt und ging auf das Hans-Thoma-Gymnasium und Wirtschaftsgymnasium in Lörrach. Ab 1960 nahm er Kontrabass-Unterricht bei Chester Gill, und ab 1964 folgte ein Kontrabassstudium bei Michel Delannois sowie Musiktheorie bei Gerd Watkinson in Basel. Nach seiner Heirat und der Geburt seines Sohnes Claudio absolvierte Kunzler von 1966 bis 1968 ein Volontariat als Zeitungsredakteur im Oberbadischen Verlagshaus in Lörrach, danach war er bis 1969 dort Redakteur und Feuilleton-Korrespondent des Schwarzwälder Boten. Im Jahr 1967/68 hatte er zudem einen Lehrauftrag an der Pädagogischen Hochschule Lörrach in den Fächern Kontrabass und Werkstatt Neue Musik.
Nebenher war Martin Kunzler aktiv in avantgardistischen musikalischen Projekten mit dem Tübinger Ensemble von Heinz Kunzler und Wolfgang Hamm und den Ensembles um Percy Gerd Watkinson. Es folgten zahlreiche Konzerte und Tourneen als Jazzmusiker, unter anderen mit Oscar Klein, Raymond Droz, Ewald Heidepriem, Hans Deyssenroth, Phil Woods, Lee Konitz, Albert Nicholas, Milt Buckner, Attila Zoller, Stu Martin, Jean-Louis Chautemps, Pony Poindexter und vor allem über viele Jahre mit dem amerikanischen Arrangeur Bob Carter.
Von 1970 bis 1972 war Martin Kunzler Leiter der Feuilleton-Redaktion des Westfalen-Blattes in Bielefeld; in die Zeit fiel auch die Veröffentlichung seines ersten Buches als Co-Autor neben Bernhard Conz mit dem Titel Gerettet auf dem Steinway-Flügel. Nach einem Zwischenspiel bei der Badischen Zeitung in Freiburg im Breisgau 1973 übernahm er im Juli 1973 die PR-Abteilung der BASF-Musikproduktion in Hamburg und später in Mannheim. Dort betreute er vor allem das auf Alte Musik spezialisierte Plattenlabel deutsche harmonia mundi als auch das Label Musik Produktion Schwarzwald (MPS), das Jazzplatten herausgab.
Im Klassik-Bereich war er auch als Produzent tätig, dort vor allem als Spezialist für die Moderne und für Alte Musik. Hier konzipierte er als Editor viele Projekte; wichtige Dauerpartner waren dabei Carl Orff, Gary Bertini, Ireneu Segarra oder Peter Michael Hamel.

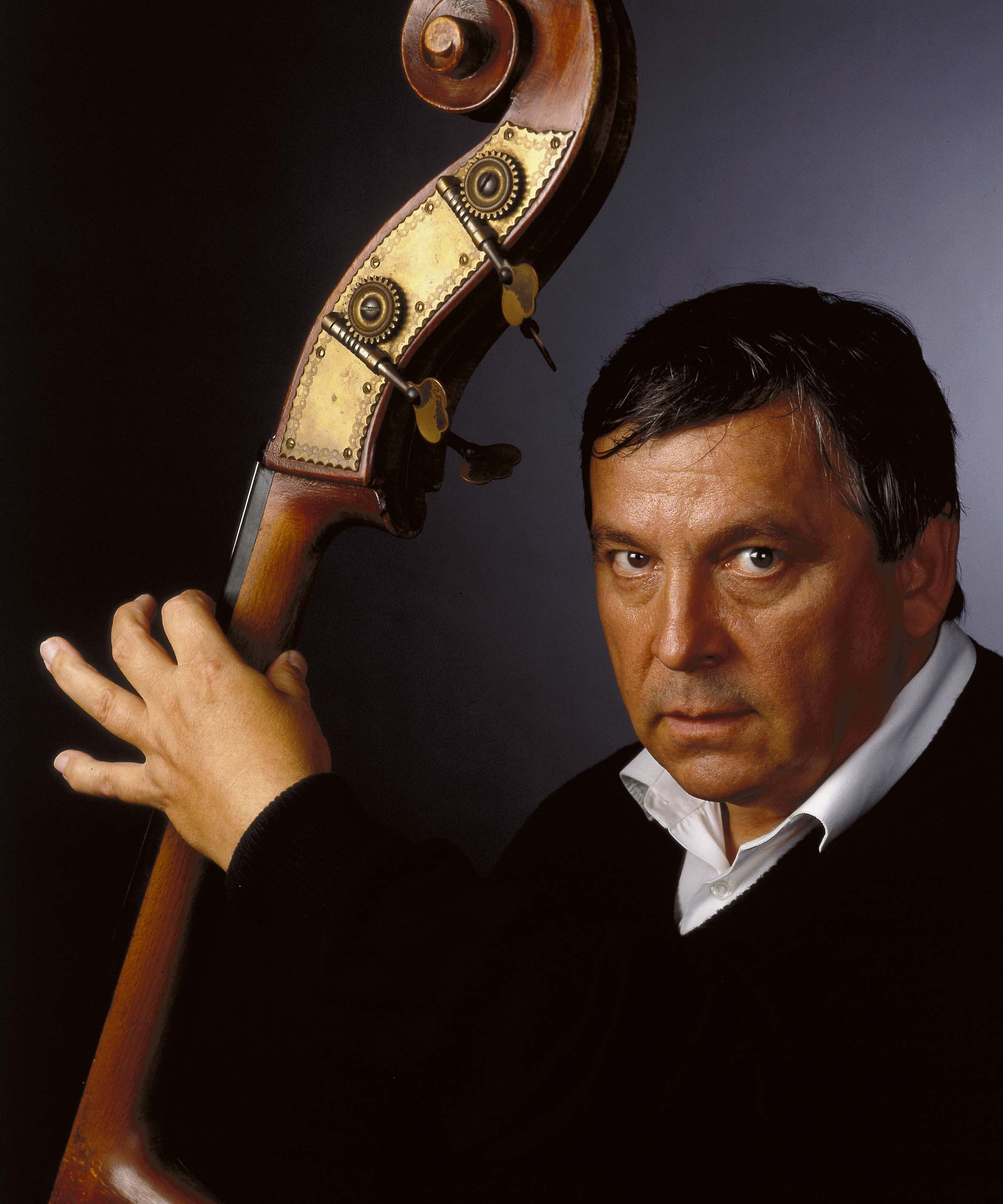
Martin Kunzler mit Kontrabass

Nach dem Ausstieg der BASF aus dem Musikgeschäft 1976 arbeitete er wie teils auch schon zuvor als Freelancer für Plattenfirmen wie die Deutsche Grammophon (Archiv Produktion), EMI, Wergo, Teldec (Das Alte Werk) oder Bellaphon, den Südwestfunk, den WDR, ORF und die Deutsche Welle, den Schott-Verlag und Zeitungen bzw. Zeitschriften wie Neue Musikzeitung (nmz, Bosse Verlag), Das Orchester, Melos, Musica, Musik und Bildung, Fonoforum, Stereo, Disk (Holland), Deutsches Allgemeines Sonntagsblatt, zahlreiche Tageszeitungen und Publikumszeitschriften bis hin zum Playboy.
1977 kam er als Pressereferent zu Boehringer Mannheim (später Roche Diagnostics), behielt seine freischaffenden Aktivitäten als Autor und Produzent aber bei. Ab 1980 rückten die Arbeiten für die erste Ausgabe des Rowohlt-Jazzlexikons in den Vordergrund. Es erschien 1988, gefolgt von diversen ergänzten oder unveränderten Neuauflagen und einer völlig revidierten Neufassung 2002.
Er arbeitet zudem an der Neuen Deutschen Biographie der Bayerischen Akademie der Wissenschaften mit. Daneben gab es auch Aktivitäten im Museumsbereich, unter anderem essayistische Beiträge für Ausstellungskataloge oder 2002 das Marketing für eine große Jean-Tinguely-Retrospektive der Kunsthalle Mannheim.

## Werke
als Co-Autor mit Johann Albrecht Cropp:
- Irland per Boot. Shannon, Barrow, Grand Canal, Erne. Stürtz Verlag, Würzburg 1984, ISBN 3-8003-0218-7
- England per Boot, Norfolk Boad, Themse, Avon Ring. Stürtz Verlag, Würzburg 1986, ISBN 3-8003-0269-1
- Norditalien per Boot. Stürtz Verlag, Würzburg 1987, ISBN 3-8003-0303-5

als Autor: 
- Gerettet auf dem Steinway-Flügel. Bernhard Conz über Conz und andere. Busse Verlag, Herford 1971 (gemeinsam mit Bernhard Conz).
- Jazz-Lexikon. Erweiterte Neuausgabe Rowohlt, Reinbek 2002 (digital verfügbar über Directmedia Publishing, Berlin 2006).

1. A–L. ISBN 3-499-16512-0.
2. M–Z. ISBN 3-499-16513-9.

- Wir und wie wir wohnen. Neu Heidelberg, Heidelberg 2018, ISBN 978-3-00-059153-2.